# Municipio de Mehoopany
El municipio de Mehoopany (en inglés: Mehoopany Township) es un municipio ubicado en el condado de Wyoming en el estado estadounidense de Pensilvania. En el año 2000 tenía una población de 993 habitantes y una densidad poblacional de 22 personas por km².

## Geografía
El municipio de Mehoopany se encuentra ubicado en las coordenadas 41°33′00″N 76°04′59″O / 41.55000, -76.08306.

## Demografía
Según la Oficina del Censo en 2000 los ingresos medios por hogar en la localidad eran de $40,655 y los ingresos medios por familia eran $45,083. Los hombres tenían unos ingresos medios de $34,792 frente a los $22,188 para las mujeres. La renta per cápita para la localidad era de $17,546. Alrededor del 12,3% de la población estaban por debajo del umbral de pobreza.